# Saint-Cléophas-de-Brandon
Saint-Cléophas-de-Brandon è un comune del Canada, situato nella provincia del Québec, nella regione di Lanaudière.